# Goudi
Goudi (griechisch Γουδή, bis 2006: Γουδί) ist ein Stadtviertel (γειτονιά) im östlichen Teil der griechischen Hauptstadt Athen.

## Lage
Das Viertel, das verwaltungsmäßig zu den Gemeinden Athen und Zografos gehört, ist östlich der Athener Innenstadt zwischen dem Hilton Hotel und dem Fuße des Berges Hymettos gelegen.

## Geschichte
Der Name des Viertels geht auf die Familie Goudi zurück, der im 19. Jahrhundert ein großes Anwesen in der Gegend gehörte.
Anfang des 20. Jahrhunderts befanden sich in Goudi vor allem Kasernen und militärisches Übungsgelände des griechischen Heeres. Durch diese militärischen Einrichtungen ist der Name „Goudi“ mit etlichen Ereignissen der modernen griechischen Geschichte verknüpft:
- Von hier ging im Jahre 1909 der Aufstand von Goudi aus, der zu tiefgreifenden politischen Veränderungen führte.
- Das Militärgelände diente auch mehrfach als Hinrichtungsstätte. So wurden am 28. November 1922 hier fünf Politiker und ein General erschossen, die im  Prozess der Sechs für die Kleinasiatische Katastrophe verantwortlich gemacht und wegen Hochverrats verurteilt worden waren.[1][2]

- Am 30. März 1952 wurde in Goudi der Kommunist und Widerstandskämpfer Nikos Belogiannis hingerichtet.
- Beim Militärputsch am 21. April 1967 rückten von General Stylianos Pattakos befehligte Panzertruppen von Goudi aus in die Athener Innenstadt vor.[3]

Die militärischen Anlagen wurden stillgelegt und in Park- und Sportanlagen umgewandelt. Zehn der Anfang des 20. Jahrhunderts errichteten Kasernengebäude wurden unter Denkmalschutz gestellt, darunter die Stallgebäude, die 1922 als Gefängnis der später hingerichteten Politiker und Militärs gedient hatten. Der Goudi Olympic Complex war Austragungsort der Wettkämpfe im Badminton und Modernen Fünfkampf bei den Olympischen Spielen 2004. In der ehemaligen Kaserne ist ferner die Glyptothek der Nationalgalerie untergebracht. Außerdem wurde dort eine Einrichtung zur Methadon-Behandlung Drogenabhängiger untergebracht.
In Goudi befinden sich ferner heute drei Universitätskliniken (davon zwei Kinderkrankenhäuser) und der wichtigste Standort der Medizinischen Fakultät und der Fakultät für Zahnmedizin der Universität Athen.